# Вангел Тодоровски
Вангел Тодоровски Мајоро (Битољ, 1920 — Битољ, април 1942), учесник Народноослободилачке борбе и народни херој Југославије.

## Биографија
Рођен је 1920. године у Битољу, у сиромашној занатлијској породици. После завршене основне школе, учио је фризерски занат. Међу омладином се истицао својим револуционарним ставовима и читао је марксистичку литературу. Нарочито је био запажен његов рад у УРС-овим сндикатима, због чега је постао секретар подружнице фризерских радника и члан међуструковног одбора. Члан Комунистичке партије Југославије постао је 1940. године.
Полиција је од раније пратила његов рад, те је исте године ухапшен. У постаји је био мучен, али није признао да се бави револуционарним радом. После изласка из затвора наставио је партијски рад и постао члан Месног комитета КПЈ у Битољу. После окупације земље наставио је партијски рад, чији је циљ био припремање за оружани устанак. Радио је у групи која је добила задатак да сакупља и крије оружје, муницију и други ратни материјал, који је остао после капитулације југословенске војске.
У јесен 1941. године, бугарска окупаторска војска позвала га је на одслужење војног рока. Није хтео да служи окупатору, па је по одобрењу КПЈ прешао у илегалност и наставио да ради на припремама за формирање партизанског одреда. Ускоро је од Месног комитета добио задатак да ради са партијском техником.
У априлу 1942. године, бугарска полиција је успела да открије скровиште технике којом је руководио Вангел. Када су упали у седиште технике заједно са обласним начелником полиције, Вангел их је дочекао са револвером. Отворио је ватру на полицајце и смртно ранио начелника полиције. У размени ватре, Вангел је ранио још једног полицајца. Кад је видео да не може да се пробије, последњим метком је пуцао себи у слепоочницу, да не би жив пао у руке непријатељу.
Указом Президијума Народне скупштине Федеративне Народне Републике Југославије, 2. августа 1952. године, проглашен је за народног хероја.